# シュヴァーネヴェーデ
シュヴァーネヴェーデ (ドイツ語: Schwanewede) は、ドイツ連邦共和国ニーダーザクセン州オスターホルツ郡に属す町村（以下、本項では便宜上「町」と記述する）である。この町はブレーメンの北北西に位置している。いくつかの地区は直接ヴェーザー川に面している。

## 地理

### 隣接する市町村
シュヴァーネヴェーデは、西はヴェーザー川に面しており、その対岸（西岸）はヴェーザーマルシュ郡である。北は、ハーゲン・イム・ブレーミシェン（クックスハーフェン郡）、東はオスターホルツ＝シャルムベックおよびリッターフーデ（ともにオスターホルツ郡）、南はブレーメンのブルーメンタール市区、フェーゲザック市区、ブルクレーズム市区と境を接している。

### 自治体の構成
自治体シュヴァーネヴェーデは、首邑シュヴァーネヴェーデ地区の他、11の地区で構成されている（人口と面積は2018年6月30日現在）。各地区は下位の小地区からなる。
| 地区名                         | 人口（人） | 面積 (ha) |
| ------------------------------ | ---------- | --------- |
| アシュヴァルデン               | 419        | 1,099.44  |
| ベッケドルフ                   | 1,431      | 570.40    |
| ブルンドルフ                   | 405        | 1,635.25  |
| エッゲシュテット               | 195        | 752.20    |
| ヒネベック                     | 270        | 421.17    |
| ロイヒテンブルク               | 1,419      | 615.28    |
| レーンホルスト                 | 888        | 463.83    |
| マイエンブルク                 | 1,407      | 1,925.41  |
| ノイエンキルヒェン             | 3,477      | 1,681.18  |
| ラーデ（ハリアーザントを含む） | 310        | 2,216.20  |
| シュヴァーネヴェーデ           | 9,981      | 1877.02   |

町の西部（ノイエンキルヒェン、ラーデ、アシュヴァルデン）は、ヴェーザー川沿いの、牧草地として利用されている湿地「オスターシュターダー・マルシュ」で、その東側に広い森を持つゲースト地形が存在する（デュンゲルおよびゲルルシュテッター・ハイデ）。広さ 6 km2、長さ 11 km のヴェーザー川の中州ハリーアザントは、1974年の地域再編以降、シュヴァーネヴェーデに属している。この中州は、ヨーロッパで最も長い中州の1つであり、砂浜を有している。

## 歴史

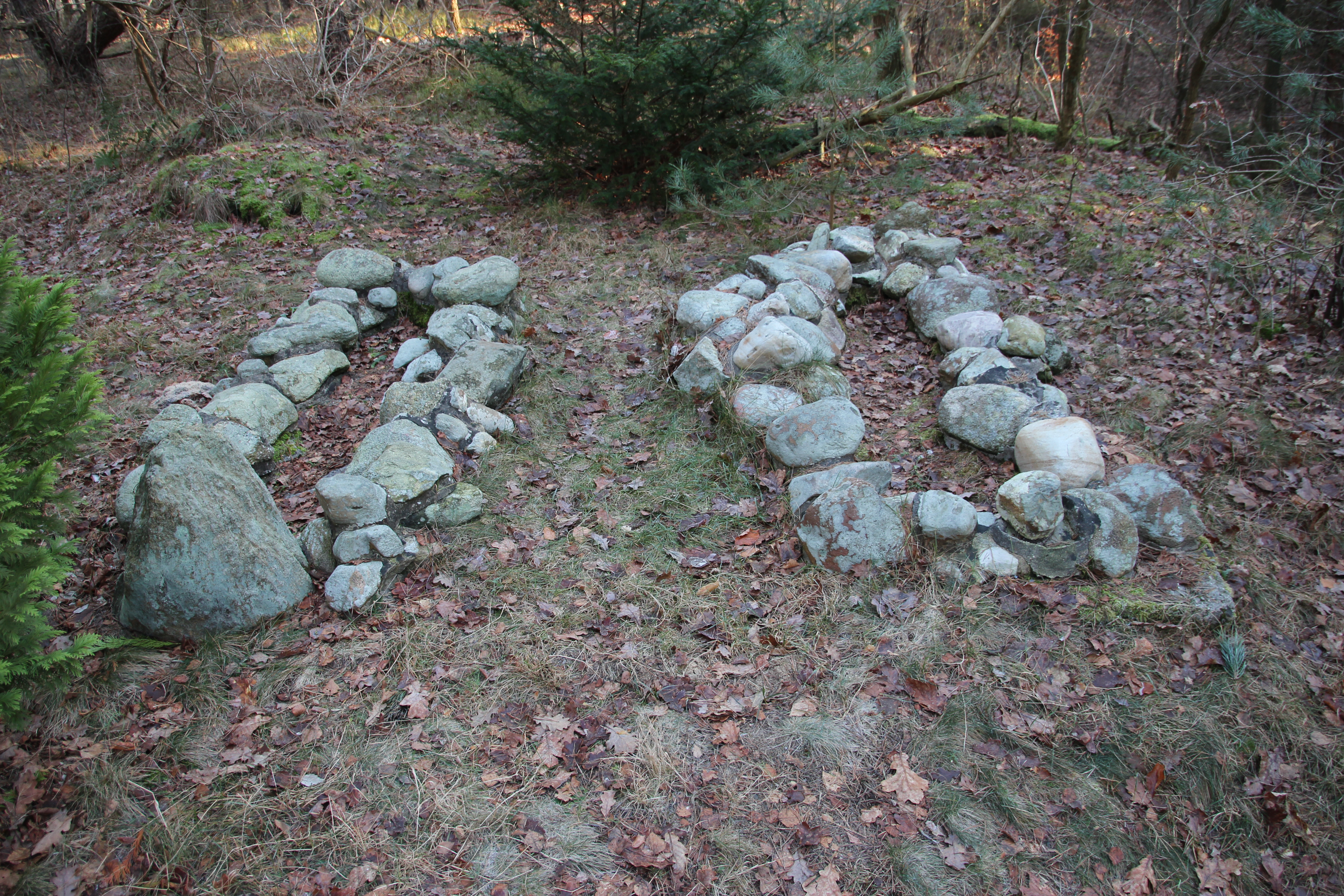
ネーゲンバルクスハイデの墳墓

新石器時代の住人の道具がシュヴァーネヴェーデ町内で発掘されており、青銅器時代（紀元前1800年頃）の墳墓が町内に遺されている。この「ネーゲンバルクスハイデの墳墓」は、シュヴァーネヴェーデの北に位置している。シュヴァーネヴェーデという名称は、1203年に人名として初めて記録されている。さらに、アシュヴァルデンやラーデの初出はこれよりも古くにまで遡る（それぞれ1105年および1100年）。その後ヒネベックが1236年、ベックドルフが1260年、エッゲシュテットが1273年、ブルンドルフが14世紀に初めて文献に記録された。シュヴァーネヴェーデ集落は長年アムト・ブルーメンタールに属していたが、1932年にこのアムトとともにオスターホルツ郡に編入された。シューカンプとレームホルストは1929年にシュヴァーネヴェーデに合併した。
1943年10月、ノイエンキルヒェンとシュヴァーネヴェーデとの間の荒れ地にファルゲ強制収容所が設けられた。
1958年シュヴァーネヴェーデにドイツ連邦軍の駐屯地が設けられた。リュッツォウ兵舎にヴェーザー＝ゲースト兵舎を併せて広い駐屯地が成立した。エッゲシュテットには弾薬倉庫と射撃場があった。これ以後シュヴァーネヴェーデには第323装甲擲弾兵大隊、第324装甲大隊、第325装甲砲兵大隊のほか、第32装甲擲弾兵旅団の砲兵部隊および補修部隊が駐屯した。しかし、軍縮によりこの部隊は廃止された。
他の部隊が移転あるいは廃止された後、シュヴァーネヴェーデには第12衛生連隊の一部が2006年まで駐屯していた。2007年からリュッツォウ兵舎には即応部隊救護業務集団 (Kdo SES) の一部が駐屯した。3つの指揮単位、補給支援中隊、衛生教育中隊の他、ここには後続部隊指揮範囲 (KdoBer FOF) の司令部も駐屯した。2011年11月26日にドイツ連邦軍再編の一環として2013年までにシュヴァーネヴェーデ駐屯地を閉鎖するとの発表がなされた。2013年に採用された駐屯地コンセプト実施計画では、この駐屯地の閉鎖は2015年第3四半期に設定された。
2015年9月16日、シュヴァーネヴェーデの旧リュッツォウ兵舎は難民仮収容所に一時的に転用された。将来的にはこの土地は住宅地となる予定である。

### 町村合併
1974年3月1日、当時の町村アシュヴァルデン、ベッケドルフ、ブルンドルフ、エッゲシュテット、ヒネンベック、ロイヒテンブルク、レーンホルスト、マイエンブルク、ノイエンキルヒェン、ラーデとブラーケ (ウンターヴェーザー) およびエルスフレート（ともにヴェーザーマルシュ郡）のヴェーザー東岸地域がシュヴァーネヴェーデに合併した。

### 人口推移

シュヴァーネヴェーデの人口推移

## 住民

### 宗教
- 福音主義＝ルター派 聖ヨハネス教会
- 福音主義＝ルター派 聖ルーツィエ教会
- 福音主義＝ルター派 聖マグニ教会
- 福音主義＝改革派教会
- ローマ＝カトリック 聖アンスガー教会

## 行政

### 議会
シュヴァーネヴェーデの町議会は32議席からなる。これは人口15,001人から20,000人の町の議員定数である。32人の議員は5年ごとに改選される。町議会では、町長も投票権を有している。

### 首長
シュヴァーネヴェーデの町長は、2021年1月1日からクリスティーナ・ヤンツ＝ヘルマン (SPD) が務めている。

### 紋章
シュヴァーネヴェーデの紋章は、青地に白いハクチョウ (ドイツ語: Schwan) が描かれている。

### 旗
この町の旗は、青 - 白の地に、町の紋章が描かれている。

### 姉妹自治体
シュヴァーネヴェーデは、ニーダーザクセン/ブレーメン市町村連合に属している。

## 文化と見所

### 博物館

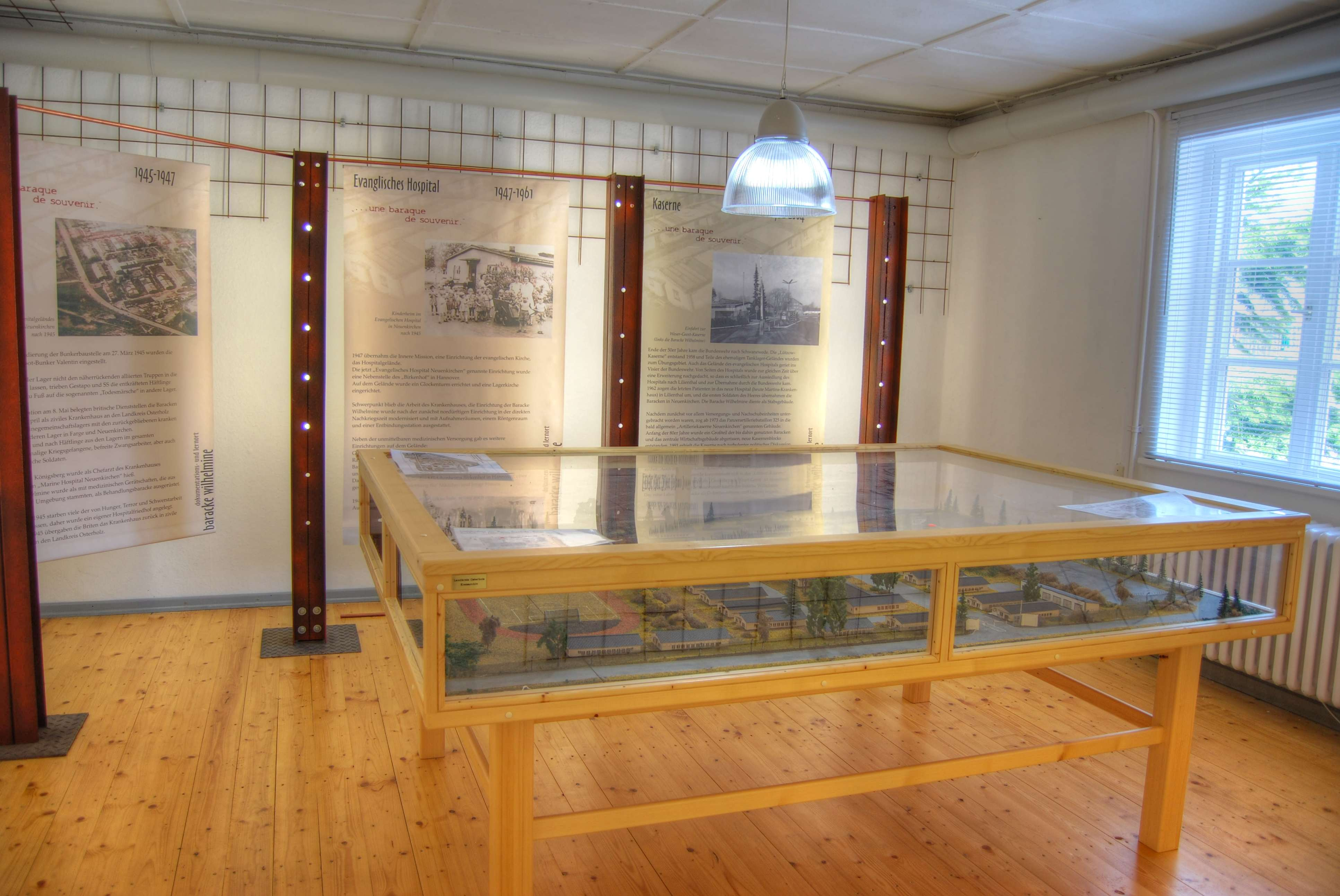
バラッケ・ヴィルヘルミーネの展示室

ベッケドルフ地区には1996年からベッケドルフ金属加工博物館があり、同名の支援協会が運営している。この博物館は19世紀の金属工芸品に注力しており、1812年に設立された鍛冶屋「ヴィルトハックシェ・ヴァルトシュミーデ」内にある。炉、ふいご、歴史的な工具を含めて完全に稼働可能な鍛冶屋の工房のほか、文献、デザイン画、金属加工製品が展示されている。この小さな博物館は、休日を除く金曜日に開館しており、さらに予約で見学することもできる。
2007年/2008年からノイエンキルヒェン郷土協会 e.V. は、2004年に廃止されたドイツ連邦軍の旧ヴェーザー＝ゲースト兵舎跡、さらには海軍倉庫、海軍病院および福音主義ノイエンキルヒェン病院があった場所に、博物館施設バラッケ・ヴィルヘルミーネ（バラッケ・ヴィルヘルミーネ資料館および学習館）を運営している。町が支援する展示プロジェクトは小さな地域博物館の形でこの土地の利用の歴史を紹介するもので、さらにナチの強制労働者収容所、ファルゲ強制収容所の犠牲者、ブレーメン＝レークムのUボート・ブンカー「ヴァーレンティーン」の建設についても紹介している。特別展示には、「レーベンスボルン」やレーンホルスト近郊グート・ホーエホルストの領主館にあった旧レーベンスボルン施設「ハウス・フリースラント」をテーマとしたものもあった。
Der Verein Geschichtslehrpfad Lagerstraße/U-Boot-Bunker Valentin e. V.（歴史学習路ラーガーシュトラーセ/U-ボート掩蔽壕「ヴァーレンティーン」協会）は、シュヴァーネヴェーデ＝ノイエンキルヒェンで展示プロジェクトおよび博物館「バラッケ 27」を運営している。

### 建築
町内の4つの教会は見応えがある。

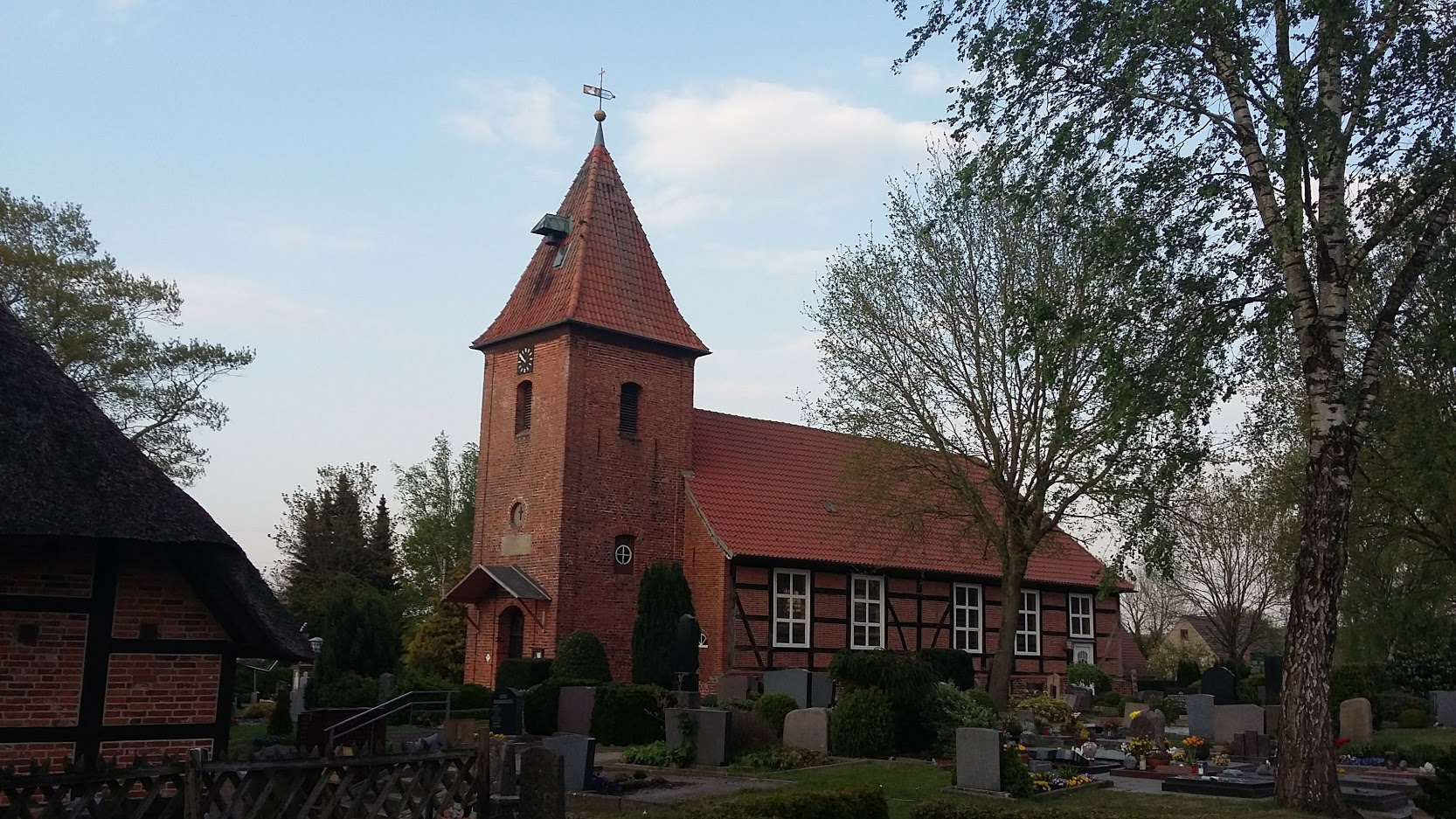
シュヴァーネヴェーデの聖ヨハネス教会

- シュヴァーネヴェーデの聖ヨハネス教会、1761年建造
- ノイエンキルヒェンのミヒャエリス教会、1768年建造のバロック建築で、1192年に建設されたロマネスク様式の塔を持つ
- マイエンブルクの聖ルーツィエ教会、1857年建造、1752年に建設された塔と後期バロック様式の墓地礼拝堂がある
- アシュヴァルデン＝ブルーフの聖ニコライ教会、1235年頃建造

その他の見所
- マイエンブルクの水車（1856年建造）とノイエンキルヒェン＝ゲスペの水車（1868年建造）
- アシュヴァルデンのヴェーザー堤防の水車（1896年建造）
- ブルンドルフの羊小屋、17世紀に建設され、先頃修復された、荒石の基礎の上に築かれた木組み建築。
- マイエンブルク中心部の18世紀から19世紀に建設されたニーダーザクセン様式の家屋。
- コッペルスベルク近郊のシュプレーケンの廟所、ネオゴシック様式のレンガ建築で、1860年頃にフォン・デア・ヴィッシュ家の廟所として建設された[11]。
- マイエンブルクのヴェルゼーベ騎士館、1309年に水城として建設された。この建物は私有物であり、一般の立ち入りはできない。

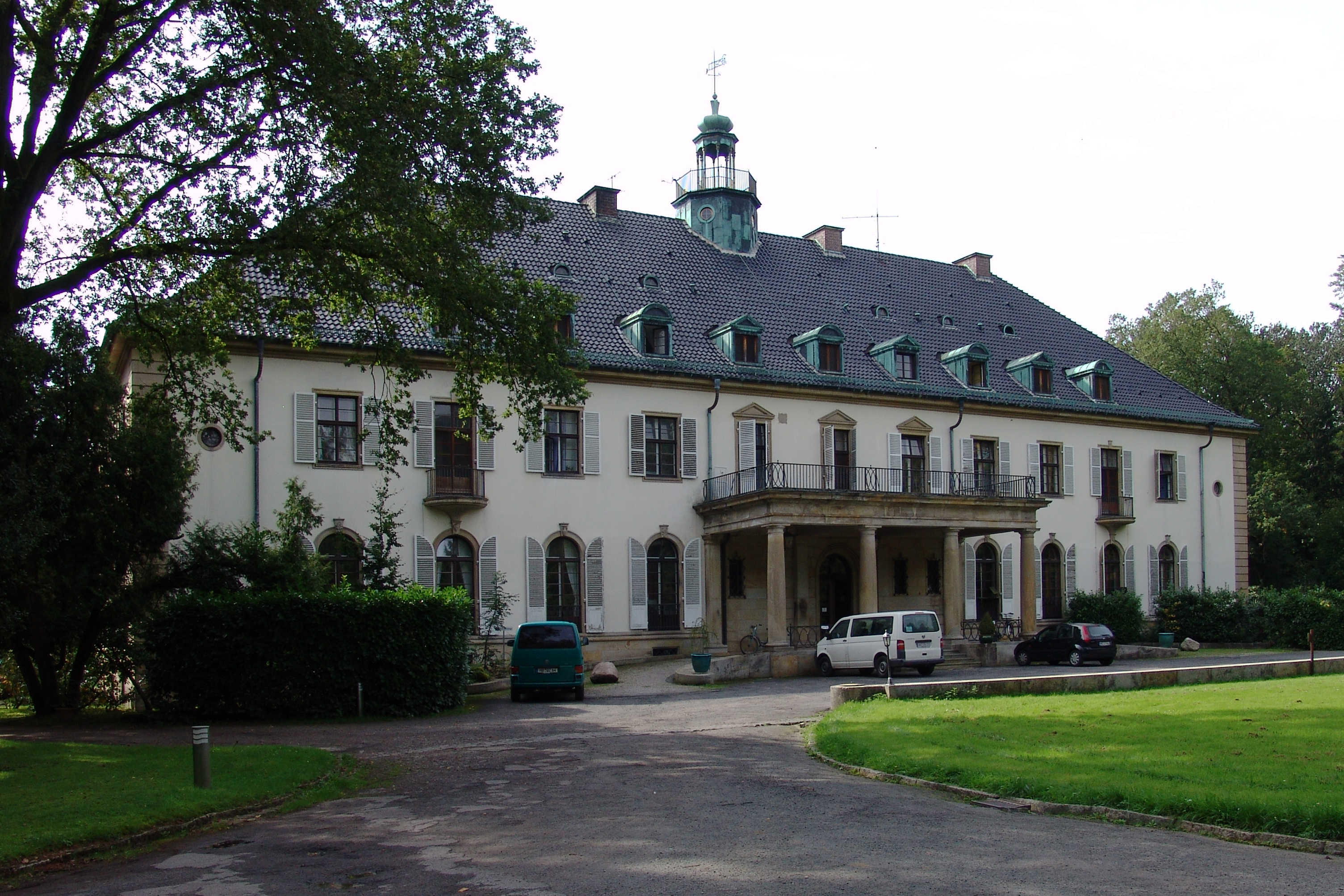
グート・ホーエンホルストの主館

ロイヒテンブルクには主館と「アルブレヒツ・パルク」とも呼ばれる附属公園を持つ旧「ラントグート・アルブレヒト」がある。ブレーメンの商人ヘルマン・ヘーゲラーが、当時広さ 4万 m2 の土地を購入し、1868年に屋敷を建設した。彼の妻がイングランドの出身であったため、イングランド北部の「ロウザー城」をモデルにしている。この地所は1905年にカール・アルブレヒト（後のニーダーザクセン首相エルンスト・アルブレヒトの祖父に当たる）の所有となった。彼は公園の造成に多大な貢献をした。アルブレヒト家は1971年にこの不動産を手放し、ルフトハンザが約23,000 m2 の土地とともにこの邸宅を入手した。ブレーメン航空学校のルフトハンザの生徒たちは、パイロットの教育期間中ここで過ごす。ロイヒテンブルクの主館は近年ホテルとして営業している。アルブレヒツ・パルクはその古木、大きなシャクナゲの木、絵画的な池を持ち、ロイヒテンブルクの特別な景観の1つとなっている。
レーンホルストにある、1928年/1929年に大工場主ゲオルク・カール・ラフーゼンが家族の田舎の家および夏の別荘として建設したグート・ホーエンホスルトのホーエンホルスト館は、国家社会主義の時代にレーベンボルン施設「フリースラント」として用いられ、後に病院として利用された。2014年までは薬物依存症の治療施設となっていたが、それ以後この屋敷は売却された。

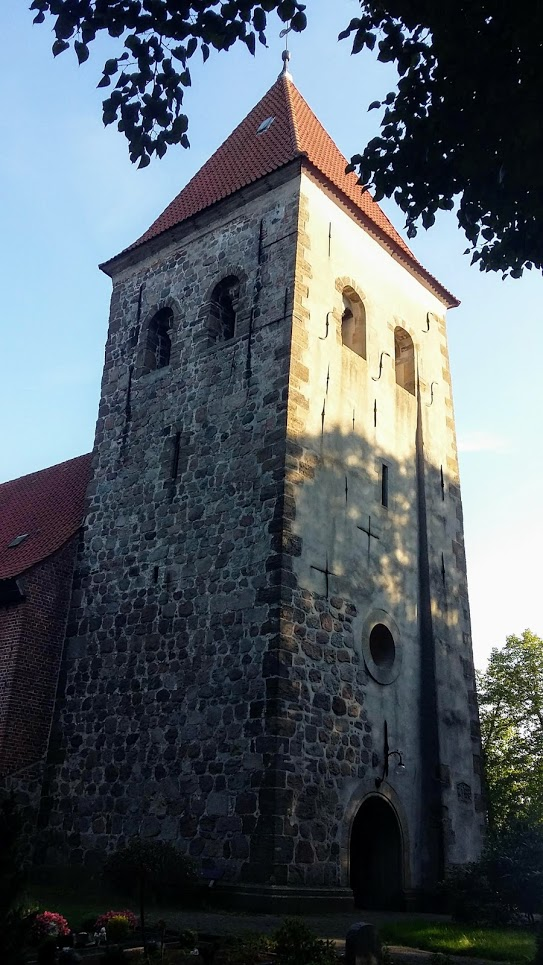
ノイエンキルヒェンのミヒャエリス教会の塔
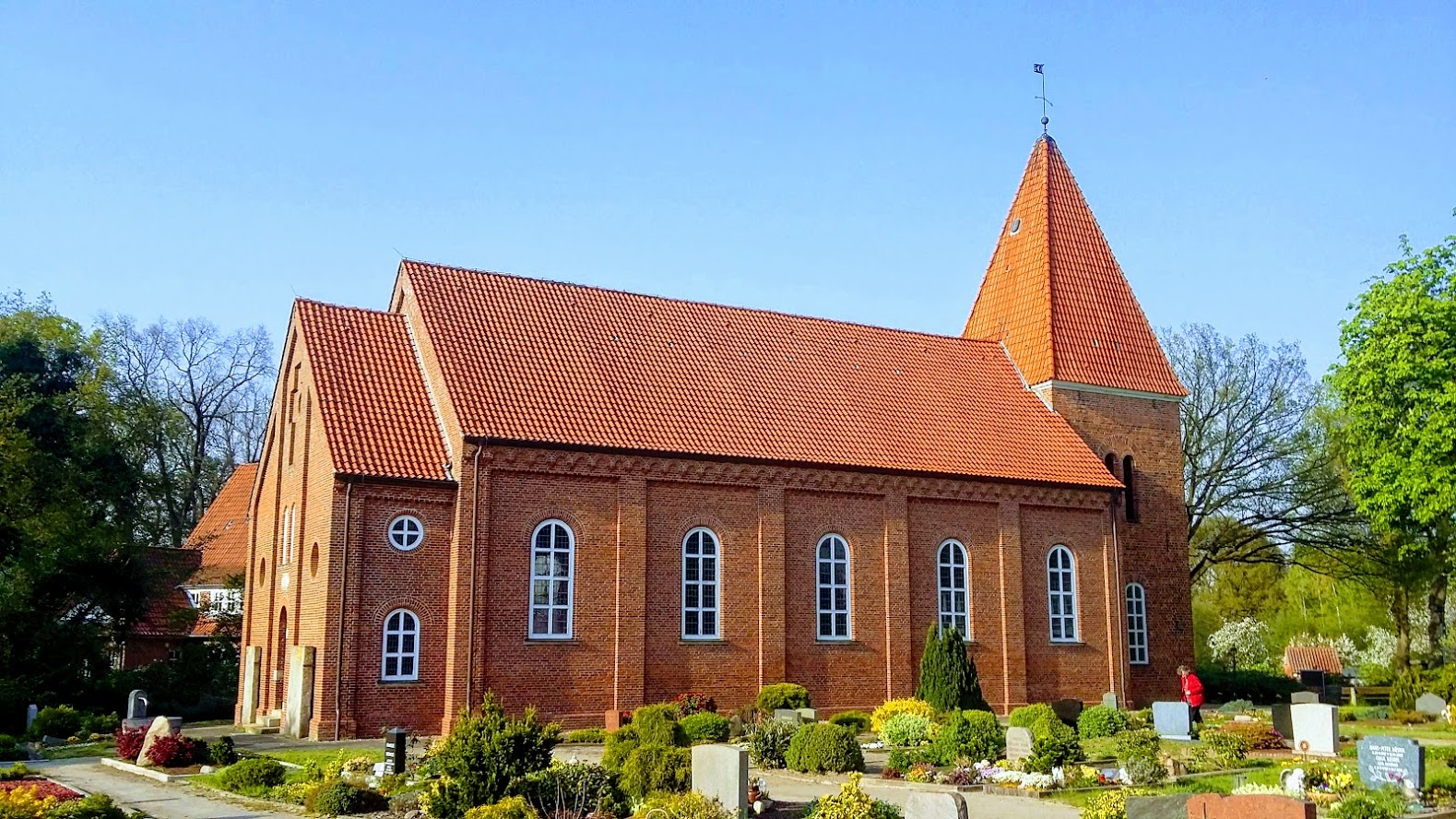
マイエンブルクの聖ルーツィエ教会
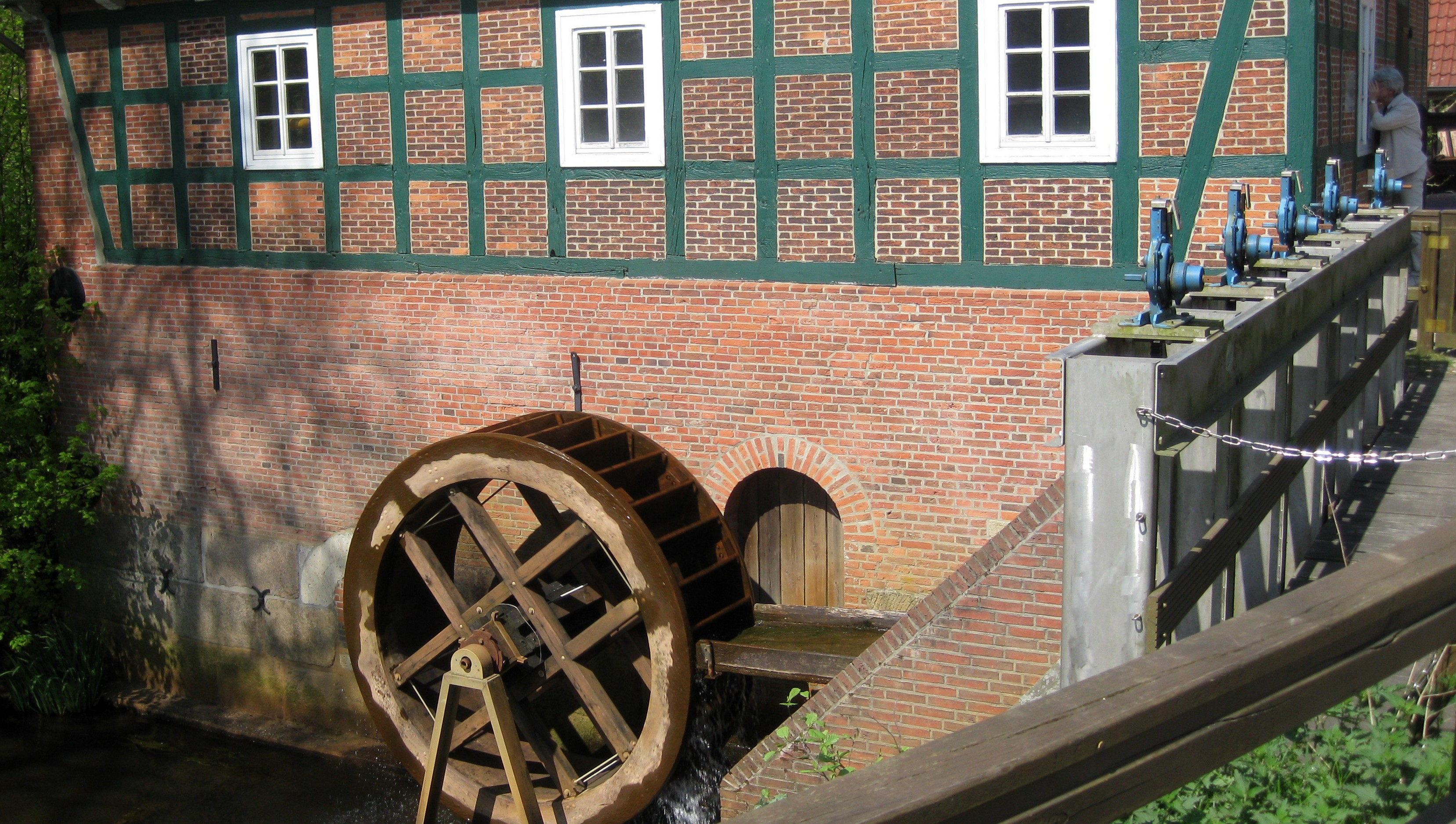
マイエンブルクの水車
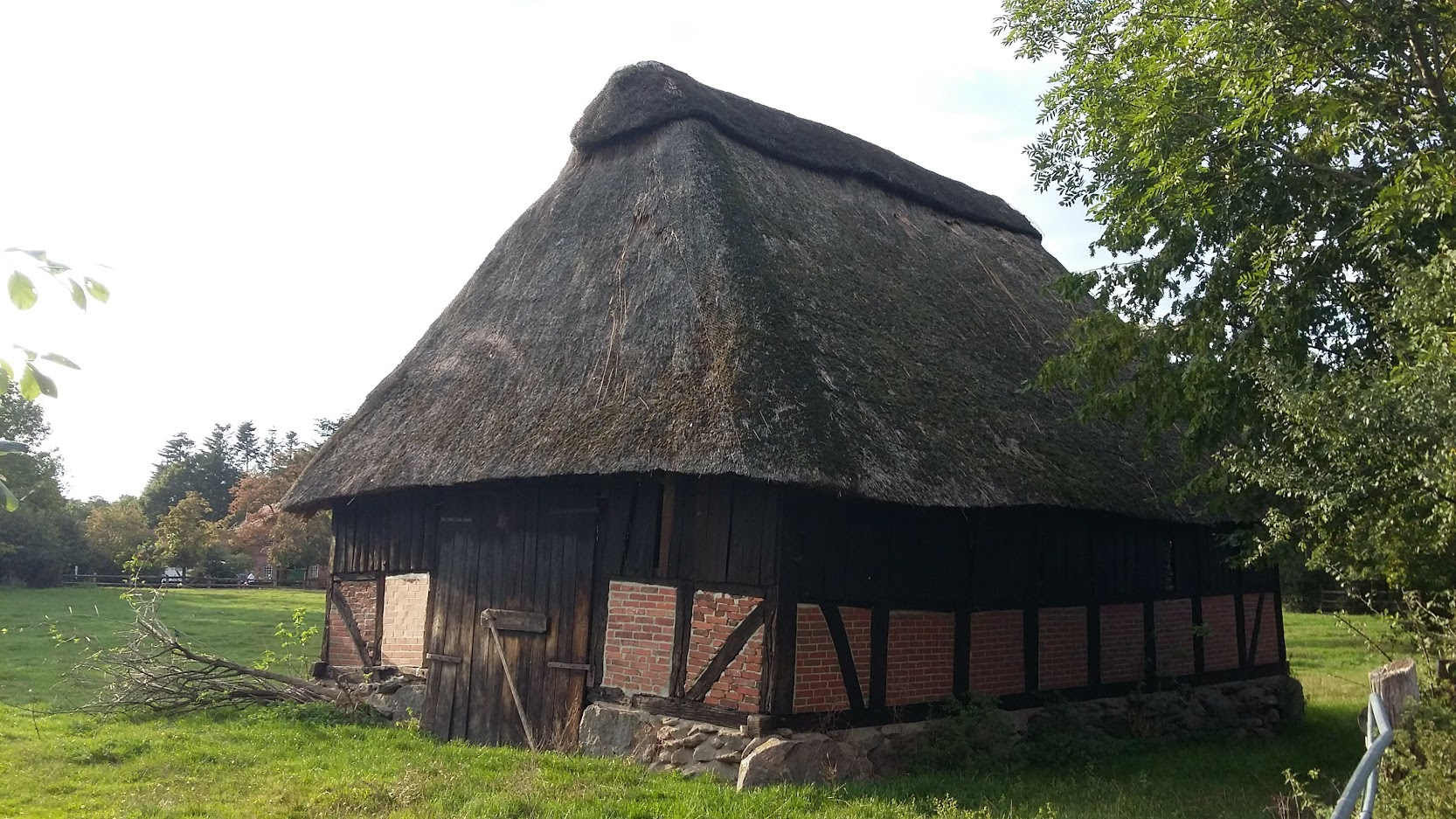
ブルンドルフの羊小屋
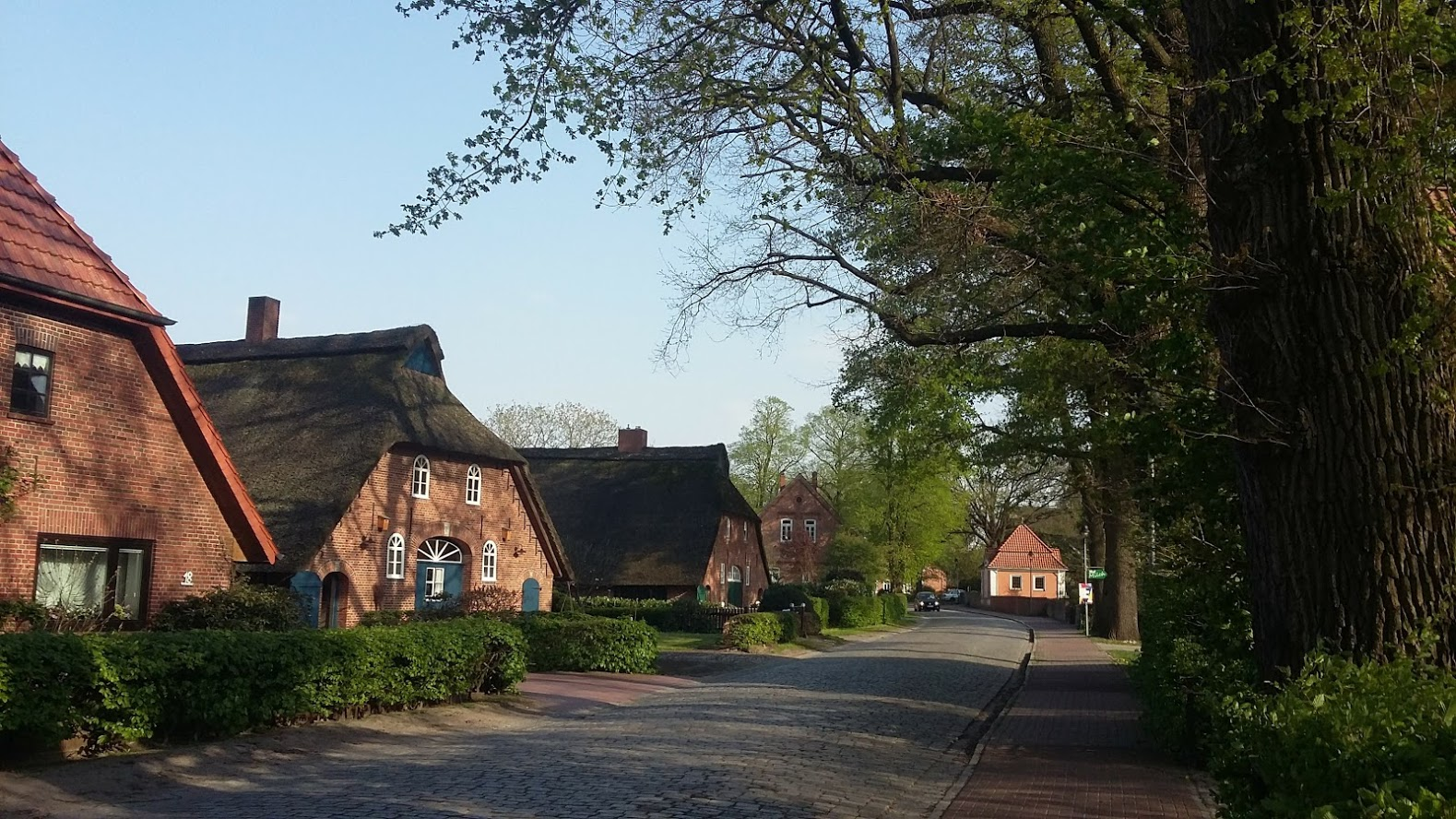
マイエンブルクの古い家屋

### 墓地
- シュヴァーネヴェーデ・ユダヤ人墓地
- 福音主義 聖ヨハネス教会の墓地
- 福音主義の新しい墓地はシュプレーケンの廟所の近くにある
- マイエンブルクの収容所墓地

### スポーツ
「ハンドボールクラブ・シュヴァーネヴェーデ/ニーダーザクセン」、2つのサイクルフィギュアクラブ「RS ニーダーザクセン/シュヴァーネヴェーデ」と「RV フォアヴェルツ・ノイエンキルヒェン」、リズム/スポーツ体操部門を持つ「SV グリューン＝ヴァイス・ベッケドルフ」は地域を超えて知られている。
シュヴァーネヴェーデには、「屋内プール・アン・デア・ヴァルトシューレ」とノイエンキルヒェンの屋外プールがある。この他に3か所のテニスコート、4か所の射撃場がある。ノイエンキルヒェンの旧ヴェーザー＝ゲースト兵舎の広さ 400 m2 の駐車場の敷地に、スケート施設が設けられた。
ゴルフ場「ブレーマー・シュヴァイツ」は、その一部が町域にかかっている。

### 年中行事
- 毎年5月1日にベッケドルフの金属加工博物館前で「シュミーデフェスト」が開催される。
- 5月1日にはアシュヴァルデンの風車前で「ミューレンフェスト」も開催される。
- 10月の第1日曜日の収穫祭では、カーニバル風のパレードが行われる。
- 10月3日、アシュヴァルデン風車前で、農民・工芸職人マーケットが開催される。
- 2009年から野外音楽祭「ロック・デン・ダイヒ」が開催されている。この音楽祭には有名・無名のバンドが出演している[13]。
- 11月はじめに、地域を超えて知られる「ムジカー・フローマルクト」（直訳: 音楽家ノミの市）が開催される。

## 経済と社会資本

### 経済
ブルンドルフ地区の自治体をまたぐ（オスターホルツ＝シャルムベックのハイルスホルン市区と共同）産業パーク「A 27」は、アウトバーンのインターチェンジから約 1.5 km の距離にあり、小売店チェーン「リドル」の商品中央倉庫や、ゴミ回収車製造業者ファウン環境技術の本社、一般車両を装甲化する企業センチゴンの2つのヨーロッパ支社が存在する。
エッゲシュテットには、露天掘り業者（砂利採取）がある。

### 交通
この町はブレーメンとブレーマーハーフェンとを結ぶアウトバーン A27号線沿いに位置しており、No. 14 シュヴァーネヴェーデ・インターチェンジを有している。

ファルゲ - フェーゲザック鉄道路線図

鉄道ブレーメン＝ファルゲ - ブレーメン＝フェーゲザック線の「クリニークム・ノルト/ベッケドルフ」駅は、ベッケドルフ地区にある。駅の営業は2007年12月16日からであった。ここからノルトヴェストバーンの電車が、ブレーメン/ニーダーザクセン地域Sバーン RS1号線としてブレーメン＝ファルゲおよびブレーメン＝フェーゲザックに、ラッシュ時にはさらにブレーメン中央駅やフェルデン (アラー) まで運行している。ドイツ国防軍が長らく利用していた海軍鉄道は、オストラント通りのシュヴァーネヴェーデ中心部を終点としていた。
町内のバス路線網は、BSAG（ブレーメン市電 AG）を含むブレーメン/ニーダーザクセン交通連盟 (VBN) によって運営されており、地方バス会社「ヴェーザー＝エムス・バス交通 GmbH」は2017年7月31日にオスターホルツ＝シャルムベック、ハムベルゲン、シュヴァーネヴェーデ、その他の地域で路線認可を得た。2017年7月31日以降、同日に企業閉鎖したブッシュマン・バス会社を除き、全ての民間バス会社は、ヴェーザー＝エムス・バスの委託を受けて運行している。周辺町村、郡庁所在地オスターホルツ＝シャルムベック、およびブレーメン行きの路線がある。
シュヴァーネヴェーデは、ブレーメン市電 AG および VBN に加盟するその他の交通業者が運営するバス路線で結ばれている。
- 94番: シュヴァーネヴェーデ - ブルーメンタール - フェーゲザック - グローン - レーズム - ブルク - マルセル -（グレーペリンゲン）
- N94番（夜行バス）: シュヴァーネヴェーデ - ブルーメンタール
- 95番（ラッシュ時のみ運行）: ボックホルン - リュッスム - フェーゲザック - グローン - レーズム - ブルク - グレーペリンゲン
- 677番: フェーゲザック - アウムント - ハンマースベック - ベッケドルフ - シュヴァーネヴェーデ - ウトレーデ
- 650番: オスターホルツ＝シャルムベック - シュヴァーネヴェーデ - ノイエンキルヒェン
- N61番（夜行バス）: ハーゲン (PAM PAM) - シュヴァーネヴェーデ - ブルーメンタール - アウムント - フェーゲザック

シュヴァーネヴェーデには全長約 140 km の自転車道路網が整備されている。

### 公共施設
- シュヴァーネヴェーデ町役場
- シュヴァーネヴェーデの屋内プール・アン・デア・ヴァルトシューレと、ノイエンキルヒェン屋外プール
- シュヴァーネヴェーデとノイエンキルヒェンの町立図書館

### 社会福祉施設
- 幼稚園
  - ベッケドルフのButjer
  - KiGa マイエンブルク
  - ドライエンカンプ幼稚園とシュヴァーネヴェーデ幼稚園
- 病院: 最寄りの病院は、クリニークム・ブレーメン北とオスターホルツ病院である。

### 教育
- 基礎課程学校 5校: ドライエンカンプシューレ、ハイデシューレ、ヴィーゼンシューレ、マイエンブルク基礎課程学校、ノイエンキルヒェン基礎課程学校
- ヴァルトシューレ: ギムナジウム高学年を含む共同型総合学校である。
- ダムシューレ: 養護学校および夜間大学であった。

### 消防
シュヴァーネヴェーデ消防団は10の地区分団を有する。
基礎消防団
- アシュヴァルデン
- ブルンドルフ
- エッゲシュテット
- ヒネベック
- レーンホルスト
- ラーデ

拠点消防団
- ロイヒテンブルク
- マイエンブルク
- ノイエンキルヒェン

重点消防団
- シュヴァーネヴェーデ

ロイヒテンブルク、ノイエンキルヒェン、シュヴァーネヴェーデにはシュヴァーネヴェーデ青年消防団がある。
シュヴァーネヴェーデには、シュヴァーネヴェーデ子供消防団がある。

## 人物

### ゆかりの人物
- ヘルムート・ランゲ（ドイツ語版、英語版）（1923年 - 2011年）俳優、テレビ司会者。長年ロイヒテンブルク地区に住んだ。
- ニーナ・ミュラー（ドイツ語版、英語版）（1980年 - ）女子ハンドボール選手。HSG シュヴァーネヴェーデ/ノイエンキルヒェンに12年間在籍した。
- フィン・レムケ（ドイツ語版、英語版）（1992年 - ）男子ハンドボール選手。HSG シュヴァーネヴェーデ/ノイエンキルヒェンでキャリアを開始した。

## 関連図書
- Wilko Jäger (2002). Volksbank Schwanewede und Gemeinde Schwanewede. ed. Durch Geest und Marsch zur Weser. Die Gemeinde Schwanewede und ihre Ortschaften. Osterholz-Scharmbeck: Verlag H. Saade
- Horst Zientz (1991). Ortsrat Schwanewede. ed. Schwanewede – ein Dorf im Herzogtum Bremen auf der Geest. Löhnhorst: Meyer
- Wilko Jäger, ed (1985). Die Gemeinde Schwanewede in alten Ansichten. Zusammengestellt von Wilko Jäger (2 ed.). Zaltbommel (Niederlande): Europäische Bibliothek. ISBN 90-288-3088-X
- Friedrich Kühlken (1950). Zwischen Niederweser und Niederelbe. Eine Heimatkunde des Landes Bremen und des Niedersächsischen Regierungsbezirks Stade. Osterholz-Scharmbeck: Verlag H. Saade
- Heiko Kania, Das Zwangsarbeitsystem des Dritten Reiches im Zweiten Weltkrieg. Dargestellt am Beispiel der Großstadtrandgemeinde Schwanewede bei Bremen (1997). Studienarbeit. https://www.grin.com/document/104305+2020年11月1日閲覧。

### 訳注
1. ↑  ドイツ語: Geestは、特に北海沿岸の砂地の土地である。